# 寺本巌
寺本 巌（てらもと いわお、生年不明 - 1945年（昭和20年）7月24日）は、日本の海軍軍人。予備士官から現役兵科士官（将校）に転官し、日本海軍史上ただ一人、海軍兵学校以外の出身者として潜水艦艦長となった人物である。回天菊水隊、金剛隊の出撃に際しその搭載潜水艦を指揮した。潜水学校教官在任中に戦死。最終階級は海軍中佐。

## 生涯

### 海軍予備員

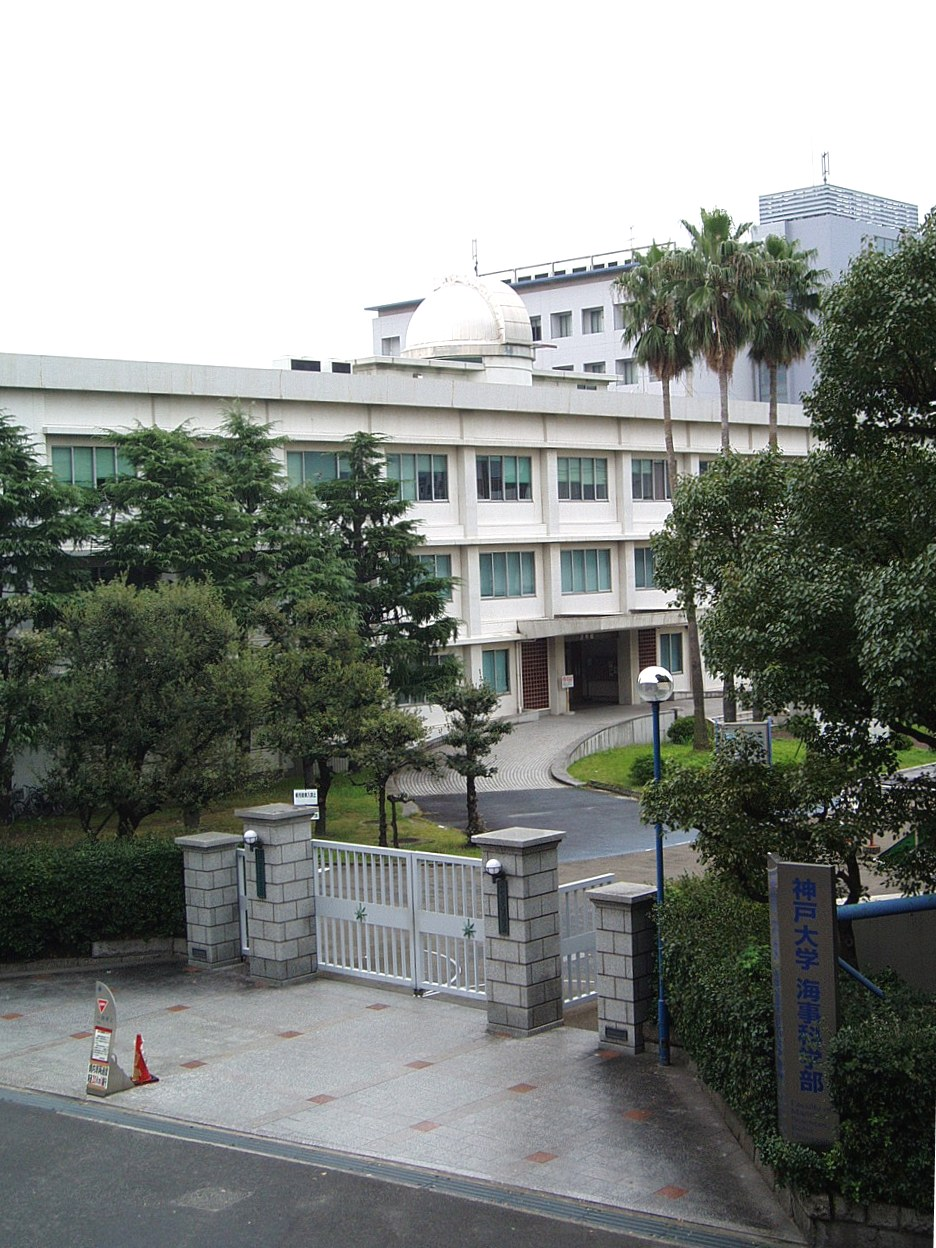
旧神戸高等商船学校（2011年撮影）

寺本は三重県の出身で、長じて高等商船学校に進んだ。高等商船学校は商船士官を養成する役割を担っていたが、学生は海軍予備生徒の資格を併せ持ち、卒業後に予備少尉や予備機関少尉に任官した。彼らは商船士官として勤務しながら予備士官としても昇進し、制度上は予備大佐や予備機関大佐まで昇進することが可能であった。この制度は兵科予備学生や飛行科予備学生とは別個の制度である。日本海軍は1928年（昭和3年）以降予備員を召集し演習に参加させたが、予備士官の勤務は好評を得、海軍省は「予備員ニ対スル認識、取扱ヒ方針ヲ一変スル必要アリ」として予備員の召集を拡大していった。1934年（昭和9年）には演習召集ではなく勤務召集が始まり、半年にわたって兵科将校、機関科将校と同様の配置で勤務させた。同年6月には『海軍予備士官ヨリ海軍士官ニ任用等ニ関スル件』とする勅令が発せられ、予備士官から現役士官への転官が可能となった。寺本は1933年（昭和8年）に神戸高等商船学校（神戸商船大学を経て、神戸大学と合併）を卒業し、海軍予備少尉として翌年1月から召集勤務につき、上述の勅令が発せられた6月に現役勤務を志願した。

### 現役士官
寺本は海軍少尉に任官して現役士官となり、海兵59期または海兵60期の待遇を受けた。砲艦や駆逐艦に乗組み、日中戦争に従軍し、1940年（昭和15年）には潜水学校乙種学生として潜水艦水雷長としての訓練を受けた。「呂59」潜水艦長を経て、1943年（昭和18年）3月に「伊156」、翌年2月に「伊36」の各潜水艦長に補され前線に出征した。

### キスカ島撤退作戦
寺本（大尉）が着任した頃の｢伊156｣は、第十九潜水隊に属す練習艦として潜水艦乗員の訓練を行っていたが、5月12日にアッツ島の戦いが始まり、第十九潜水隊は北方部隊に編入された。古宇田武郎少将を指揮官とする北方潜水部隊は、キスカ島守備隊に対する物資輸送や、兵員の撤収作戦を担当し、寺本の｢伊156｣は6月16日にキスカ島に到達。物資5tの揚陸と人員60名の救出に成功した。その6日後に｢伊7｣を喪失したことによって潜水艦によるキスカ島撤退作戦は中止となり、｢伊156｣は26日に呉に帰還した。第十九潜水隊は28日に連合艦隊隷下を離れている。

### あ号作戦

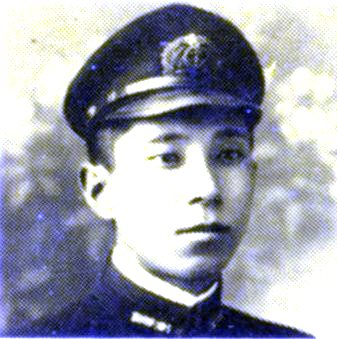
稲葉は｢伊36｣乗員に｢寺本君はいい艦長だよ。彼が来てくれるなら僕は気持ちが楽になる｣と語っていた。

1944年1月31日付で寺本（少佐）は「伊175」潜水艦長に補されるが、「伊175」は寺本が着任する前にトラックから出撃してしまったため、半月後の2月15日に「伊36」潜水艦長に補された。｢伊36｣の前任艦長は稲葉通宗中佐で、1月に佐世保に帰還して整備を受け、また電探の装着も実施されている。稲葉は寺本の潜水学校時代の教官であり、その人物に期待をかけていた。寺本の着任は2月17日であったが、この日はトラック島空襲によって連合艦隊根拠地のトラックが壊滅した日でもあった。翌月には米軍の後方遮断作戦に従い、西経179度から177度付近で配置に就いた。4月15日には敵空母を発見したが襲撃には至らず、翌日大型空母に魚雷2発の命中を報じ、22日にはメジェロ環礁の飛行偵察に成功した。ただし、米側に空母雷撃に関する該当記録はない。爆撃による損傷を受けつつも5月9日、日本に帰還した。｢伊36｣は竜巻作戦で特四式内火艇の搭載潜水艦に予定されたが、特四は設計者の堀元美がその使用目的を聞かされ即座に作戦中止を考慮した程、その必要とした能力に欠け、作戦は中止となっている。日本海軍が決戦として発動した｢あ号作戦｣（マリアナ沖海戦）においては第一潜水部隊第三十四潜水隊に所属し、6月19日に呉を出撃しトラックへの燃料、弾薬の輸送を行った。30日にトラックへ到着し、搭乗員86名を便乗させ、翌月16日に呉に帰還している。寺本を待っていたのは玄作戦、すなわち特攻兵器回天による特攻作戦であった。

### 玄作戦

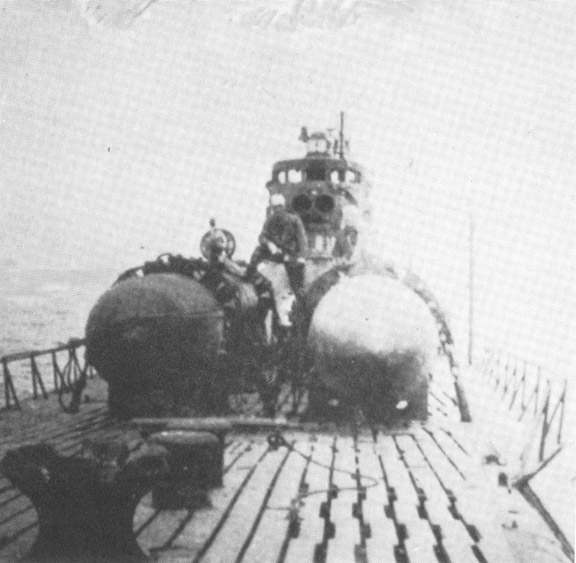
前方から撮影した潜水艦に搭載された回天と搭乗員

回天の最初の攻撃は第十五潜水隊（揚田清猪司令）指揮下の潜水艦3隻によって実施されることとなった。回天は潜水艦によって攻撃目標近くまで運ばれ出撃したが、最初の攻撃（菊水隊）時には重大な欠陥があった。潜水艦から回天に移乗するための交通筒が全装されなかったのである。このため潜水艦は敵前で浮上して回天搭乗員を移乗させねばならず、その間所在を暴露することとなる。寺本個人としては司令潜水艦に選ばれたことで、司令とともに出撃することには消極的であった。司令潜水艦は開戦当初から被害が目立ち、潜水隊司令無用論も存在したのである。寺本は司令の同乗を再三断り、第六艦隊先任参謀の井浦祥二郎も理解を示していた。しかし司令は特殊作戦の最初の攻撃であることから特に乗艦を希望し、菊水隊の攻撃時のみ乗艦が認められた。

#### 回天菊水隊

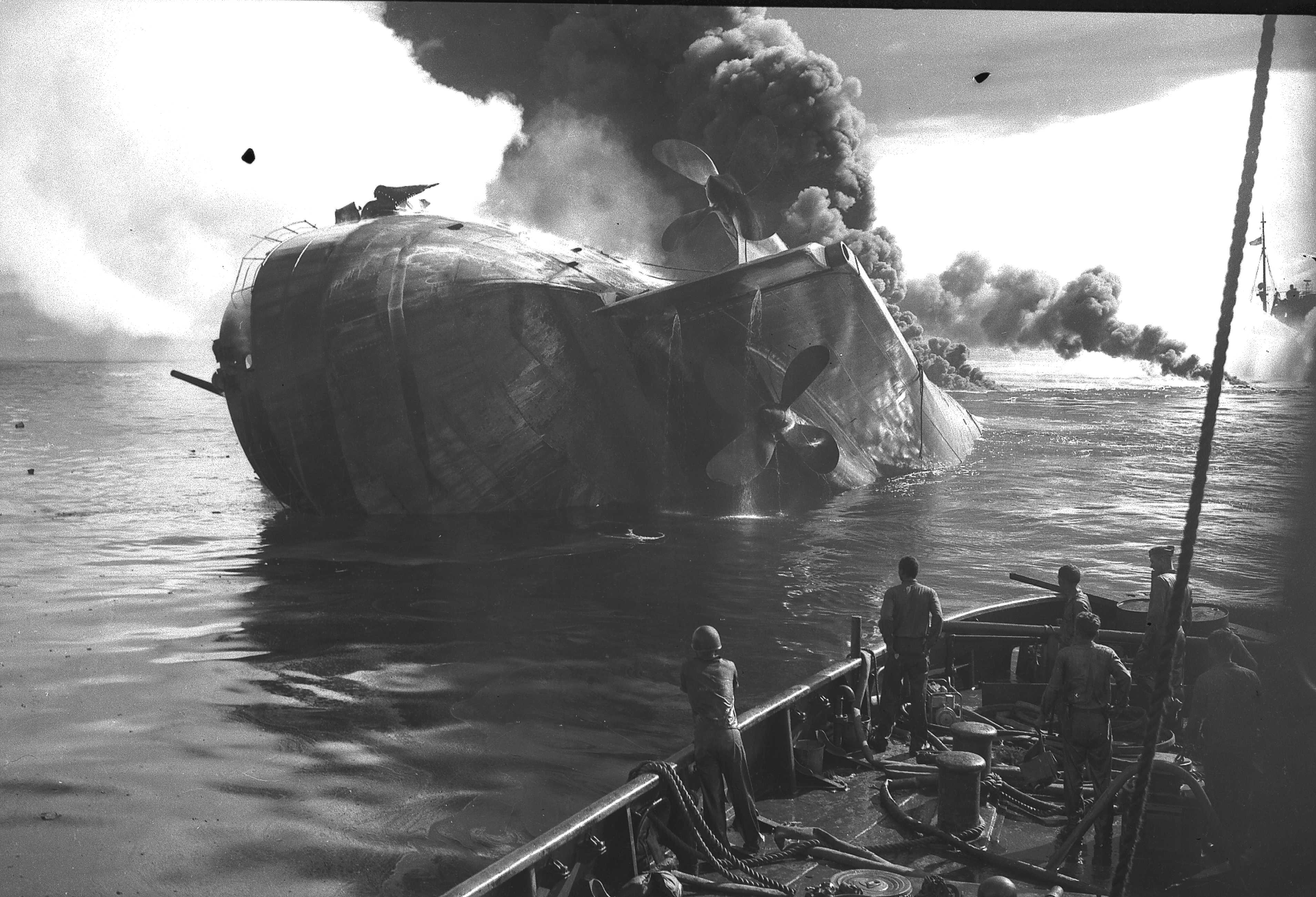
菊水隊の攻撃によって撃沈された｢ミシシネワ｣。｢伊47｣からは4隻が出撃し、命中した回天搭乗員は不明。

1944年（昭和19年）11月8日朝、揚田司令の率いる｢伊36｣、｢伊37｣、｢伊47｣は回天4隻ずつを搭載して大津島を出撃した。｢伊36｣に乗組んだ回天搭乗員は吉本健太郎中尉、豊住和寿少尉、今西太一少尉、工藤義彦少尉の4名、攻撃予定日は20日、攻撃目標はウルシー環礁在泊の米機動部隊である。｢伊36｣は19日にはウルシーに到着して偵察を行い、米艦隊を確認。日没後に浮上したが、航空機の接近によって潜航を繰り返し、充電、整備とも十分には行えなかった。しかし、ウルシー襲撃は｢伊47｣との共同作戦であることを踏まえ攻撃に向かった。20日零時ごろに浮上して今西、工藤両少尉を回天に搭乗させ潜航。吉本中尉、豊住少尉は交通筒から搭乗した。回天の発進は4時ごろであったが、4隻中2隻は架台から離脱することができず、また1隻は浸水によって出撃不能となり、出撃したのは今西艇のみであった。搭乗員収容のため再浮上し潜航して戦果を待つ中、1時間を経過した午前5時45分に大爆発音を、さらに誘爆音を聞いている。この日「伊36」は制圧攻撃が続く中限界まで潜航し、最後は｢運を天に任せ｣浮上。離脱に成功した。帰還後の研究会で行われた寺本と折田善次（｢伊47｣潜水艦長）の報告は会場を粛然とさせるものであった。揚田司令は昭和天皇に拝謁し、作戦経過を報告している。なお｢伊37｣は回天発進前に駆逐艦によって撃沈され、「伊36」の他の3名の回天搭乗員はその後の回天作戦で戦死している。

#### 回天金剛隊
引き続き回天の第二次攻撃実施が決定し、寺本は事前整備に全力を傾けている。回天搭乗員は加賀谷武大尉、都所静世中尉、本井文哉少尉、福本百合満上等兵曹の4名、攻撃予定日は1945年（昭和20年）1月11日、攻撃目標は前回と同じである。12月30日、大津島を出撃し翌月9日、ウルシー環礁に到達した。しかし午後1時ごろに座礁し、その離礁作業中に海上まで浮上し、20秒ほど存在を暴露するというアクシデントもあった。この日｢彩雲｣の偵察飛行によって戦艦3隻ほかの在泊が確認され、攻撃は1日繰り延べされた。1月12日、回天4隻は｢伊36｣を出撃し、爆発音4が確認された。作戦後に発表された「伊36」を発進した回天の戦果は「有力艦船4隻轟沈」であり、合計5艦の潜水艦から発進した回天の戦果を総合し「計18隻轟撃沈」の戦果が認定された。しかし戦後の調査では回天金剛隊の戦果は確認されていない。回天の戦果については米海軍少将の著作に弾薬運搬艦「マザヤ」が損傷を受けた旨が記述されており、回天主務参謀鳥巣建之助は、「伊36」から発進した回天の戦果としている。

### 戦死
1月30日に呉に帰還し、寺本は離任した。「伊36」はその後も回天作戦に従事し、大東亜戦争（太平洋戦争）を生き残る。寺本は潜水学校教官として襲撃訓練のため標的艦に乗艦し伊予灘に出動中に戦闘機の機銃掃射を受ける。寺本は艦橋でその体に3弾被弾し戦死した。